# 275281 Amywalsh
275281 Amywalsh è un asteroide della fascia principale. Scoperto nel 2010, presenta un'orbita caratterizzata da un semiasse maggiore pari a 2,6063480 UA e da un'eccentricità di 0,2272147, inclinata di 13,41541° rispetto all'eclittica.